# Драгољуб Сотировић
Драгољуб Сотировић (Београд, 21. март 1878 — Београд, 9. октобар 1944) био је српски глумац и режисер.

## Каријера
Похађао је гимназију у Београду, коју је напустио 1898. године, како би постао глумац у путујућим позориштима. Најпре је глумио код Михаила Мике Стојковића, па код Владе Петровића и Петра Ћирића. Затим је изучио Артиљеријску подофицирску школу, а 15. септембра 1952. годоне постао је члан Народног позоришта у Београду у којем је остао скоро три деценије са прекидима током ратова и ангажмана у Народном позоришту за Далмацију у Сплиту и у три маха у Српском народном позоришту Новом Саду (1919–1921, 1930–1932. и 1934–1936).
Истицао се талентом и наступао у веома разноврсном репертоару; од већих улога одиграо је: Карла Мора, Јага, Војводу Албу, Милоша Обилића, Краљевића Марка, Хајдук-Вељка, Срету у Народном посланику, Стојана Марића у Пљуску и друге. Глумио је у више од 210 представа.
Као позоришни редитељ претежно националног репертоара испољио је добро познавање људи и атмосфере домаћег поднебља. Био је активан у сталешким удружењима радећи на решавању социјалног положаја глумаца. Од 1. септембра 1934. до новембра 1936. и поново у сезонама 1939/40. и 1940/41. обављао је дужност управника Српском народног позоришта, углавном само одржавајући ред и дисциплину у ансамблу и одвијање текућег репертоара.
Улоге је оставио и у Живот и дела бесмртног вожда Карађорђа где је играо хајдук Вељка и Маринка Петровића, као и у филму Улрих Цељски и Владислав Хуњади где је тумачио краља Ладислава.